# Sziródrész
Sziródrész avagy Sziródtelep (románul: Pârâu Mare) falu Romániában, Erdélyben, Maros megyében.

## Története
A Görgényi-havasokban lévő Libánfalva község része, a Görgény bal partján fekszik. A trianoni békeszerződésig Maros-Torda vármegye Régeni alsó járásához tartozott.

## Népessége
2002-ben 158 lakosa volt, közülük 157 fő román és 1 pedig magyar nemzetiségű volt.
A falu lakói közül 156-an ortodox hitűek, illetve 1 fő római katolikus és 1 fő görögkatolikus volt.